# Faro di Kéreon
Il faro di Kéréon si trova sullo scoglio di Men Tensel (pietra astiosa in bretone) al largo della costa sud orientale dell'isola di Ouessant in Bretagna (Francia). È un faro offshore (come Nividic e la Jument), ovvero completamente circondato dal mare.

## Storia
La costruzione iniziò nel 1907 e continuò tra mille difficoltà proprio perché eseguita sul passaggio di Fromveur (braccio di mare che divide le isole di Ouessant e di Molène dalla terraferma) dove vi sono delle fortissime correnti che rendono la navigazione molto insidiosa. Nel 1910, grazie a una donazione della nipote di Charles-Marie Le Dall de Kéréon (ufficiale della Marina Francese che venne ghigliottinato nel 1794 all'età di 19 anni), il progetto venne modificato e la costruzione prevista venne ingrandita. È proprio per questo che il faro ha preso il nome di Kéréon.
Nonostante le difficoltà occorse durante la costruzione e l'insorgere della grande guerra nel 1914, il 25 ottobre 1916 il faro entrò in servizio. Alimentato dapprima a petrolio, nel 1972 venne elettrificato grazie a due turbine eoliche, sempre sorvegliate da due elettricisti.
Kéréon è l'ultimo faro monumento costruito in Francia ed è stato uno degli ultimi fari a essere automatizzati nel paese transalpino, tant'è che solo il giorno 29 gennaio 2004, l'ultimo guardiano ha lasciato il faro disabitato. 

## Descrizione
Il faro ha l'aspetto di un palazzo, al suo interno sono cinque sale arredate con molto sfarzo: mobili in quercia d'Ungheria e pavimenti intarsiati in legno. Una placca commemorativa posta sulla parete della costruzione, ricorda la donazione di 585 000 franchi da parte di Madame Jules Lebaudy giunta alle casse del Ministero dei Lavori Pubblici. Sulla lapide è anche riportato parte del testo della lettera scritta il giorno prima della sua esecuzione da Charles-Marie al padre:
()